# Jérôme Leignadier-Paradon
Jérôme Leignadier-Paradon (* 8. Juni 1974) ist ein französischer Politiker und Internetaktivist. Er ist seit März 2014 zusammen mit Thomas Watanabe-Vermorel in der Doppelspitze des Vorstands des Parti Pirate (PP).

## Leben
Leignadier-Paradon besuchte in Perpignan von 1980 bis 1985 die École primaire publique Hyacinthe Rigaud (Grundschule) und danach bis 1990 das Collège Saint Exupéry. Danach wechselte er Lycée Louis Aragon in Givors, wo er 1995 das Baccalauréat im Bereich Mikromechanik und das höhere Fachdiplom (Brevet de technicien supérieur (BTS)) Mikrotechnik erhielt. In Prades besuchte er dann von 1995 bis 1997 das Lycée Charles Renouvier. In dieser Zeit besuchte er parallel bei Muriel Santini einen Theaterkurs.
Von 1997 bis 1999 leistete er in Nîmes im 6e escadron de commandement et de quartier général (E.C.Q.G.) des 6e régiment de commandement et de soutien (6e) freiwilligen Wehrdienst. Dabei war er neun Monate lang Kleinkaliberwaffentechniker und anschließend im Rang eines Maréchal-des-logis sogenannter Führer der technischen Gruppe.
Von 2002 bis 2003 studierte er dann am Grand établissement École nationale supérieure des sciences de l’information et des bibliothèques (ENSSIB) in Lyon. Er lebt in Oullins.

### Parteilaufbahn
Leignadier-Paradon engagierte sich seit 2012 als Koordinator der Vorbereitungen zur Gründung der Regionalsektion Parti Pirate Rhône-Alpes (PPRA). Bei der Gründungsversammlung im September 2013 wurde er zum Vorsitzenden der PPRA gewählt. Zudem ist er „Kapitän“ der Lyoner Piraten. Im März 2014 wurde er in die Vorstandspitze der Pirate Party auf nationaler Ebene gewählt.

### Wahlkandidaturen
Bei der Parlamentswahl im Juni 2012 war Leignadier-Paradon einer der 101 Kandidaten seiner Partei. Er erhielt in seinem Stimmbezirk Département Rhône 0,85 Prozent (316 der Wählerstimmen) im ersten Wahldurchgang. Bei der Europawahl 2014 trat er auf Platz 2 der Süd-Ost-Piraten der Europäischen Piratenpartei (PPEU) an. Die Partei erhielt nicht die erforderlichen Wählerstimmen, um einen ihrer Kandidaten ins Europaparlament entsenden zu können.

### sous-surveillance.net
Leignadier-Paradon ist der Entwickler der Website www.sous-surveillance.net, einer Internetplattform mit einer frankreichweiten Karte zur „Überwachung“ von Überwachungskameras. Internetaktivisten tragen dort aus Protest gegen das EU-Überwachungsprojekt INDECT öffentliche Überwachungskameras ein.